# 光轴蹄盖蕨
光轴蹄盖蕨（学名：Athyrium mackinnoni var. glabratum）为蹄盖蕨科蹄盖蕨属下的一个变种。

## 扩展阅读
- 維基物種上的相關：光轴蹄盖蕨